# Schneeheide (Walsrode)
Schneeheide ist ein Ortsteil der Stadt Walsrode (Landkreis Heidekreis, Niedersachsen) in der Lüneburger Heide. Der Ortsteil hat etwa 430 Einwohner auf einer Fläche von 5,0 km².

## Geografie
Die Ortschaft Schneeheide liegt größtenteils im westlichen Dreieck zwischen der B 209 (Nienburg/Weser–Walsrode) und der Autobahn 27 (Bremen–Walsrode), westlich des Kernbereichs der Stadt Walsrode. Sie liegt südlich von Fulde zu beiden Seiten der Kreisstraße 121, die von Schneeheide nach Fulde führt.

## Geschichte
Schneeheide entstand zwischen 1911 und 1914, es ist die jüngste Ortschaft der Stadt Walsrode. Damals wurde die Ortschaft wieder gegründet. Erstmals erwähnt wurde der Name allerdings schon 1491. Im Jahre 1912 wurde Schneeheide eine selbstständige politische Gemeinde und bei der Gebietsreform in Niedersachsen von 1974 ein Ortsteil der Stadt Walsrode.
Über die Gründung Schneeheides gibt der folgende Text Auskunft, der auf einer kreisrunden Bronze-Plakette auf einem Findling am Ortseingang (Ecke B 209/K 121) zu finden ist:
1911–1914 / Wo sonst nur Heide, / Buschwerk und Bruch, / da weiden jetzt Rinder, da geht der Pflug, / da säet und erntet der Siedler im Schweiß, / und gute Frucht ist der Mühe Preis. / Wer rief dies neue Dorf in‘s Leben? / Wer hat ihm den Namen Schneeheide gegeben? / Der Landrat Rotberg, das ist der Mann, / er und der Kreisausschuß, sie haben's getan! / Wir Bauern von Schneeheide, / wir danken für die Tat, / die eine neue Heimat / für uns geschaffen hat.
Der gesamte Text auf der Plakette ist in Großbuchstaben geschrieben.
Am 1. März 1974 wurde Schneeheide in die Stadt Walsrode eingegliedert.

## Politik
Ortsvorsteher ist Jürgen Brandt.

## Wirtschaft und Infrastruktur
In Schneeheide gibt es eine Mehrzweckhalle, einen Friedhof mit Friedhofskapelle und das Katastrophenschutzzentrum Walsrode. Im Ort gibt es keine Straßenbezeichnungen, sondern nur Hausnummern, nach denen sich Einwohner, Postboten, Lieferanten und Besucher orientieren müssen.
In Schneeheide gibt es einen Schützenverein mit Spielmannszug und Tischtennissparte. Daneben wurde 2011 zur Förderung und Pflege der Dorfkultur der Verein Dorfgemeinschaft Schneeheide e. V. gegründet. Die Mehrzweckhalle wird vom Schützenverein unterhalten und regelmäßig von der Landjugend Walsrode genutzt. Die Halle ist auch die Heimspielstätte des TTSV Schneeheide 05.